# ترنت برتا
ترنت برتا (انگلیسی: Trent Beretta؛ زادهٔ ۳۰ مارس ۱۹۸۷) کشتی‌گیر کشتی حرفه‌ای، و بازیگر اهل ایالات متحده آمریکا است.